# Medjay
| G17 | U28 | G1 | G43 | T14 | A1 · Z2 |

| G17 | U28 | G1 | G43 | T14 | A1 · Z2 |

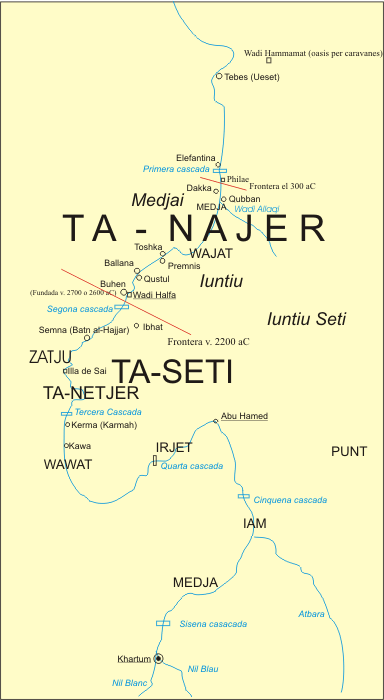
Nubia con la zona de influencia de los medjays.

Medjay (también Medyai, Medjai, Mazoi, Madjai, Mejay, del egipcio  Mḏ3j) es el nombre que los egipcios de la antigüedad dieron a una región del norte de Sudán, donde habitaba un pueblo de nubios. Desde el Imperio Antiguo vivían medjays en el desierto de Nubia, las montañas del Mar Rojo y el oeste de Atbai. Sirvieron a los egipcios como conductores de caravanas, pero eran enemigos peligrosos, los registros históricos hablan de frecuentes enfrentamientos con los egipcios. 
En el Imperio Nuevo, la palabra medjay había evolucionado y se refería a los miembros de batallones del ejército que actuaban como exploradores del desierto y protectores de las áreas de interés faraónico. Esta evolución es más probable que esté basada en un cambio en la definición de la palabra, medjay, y no en un cambio en los pueblos del desierto oriental.

## Identificación
El pueblo medjay probablemente perteneció a un grupo cultural mayor que aparece en los registros cusitas del primer milenio a. C., los Meded, mencionados en los textos demóticos Belhem. Los griegos y los romanos se referían a este grupo como Blemios, y actualmente se denominan Bedja en árabe. Los egipcios también llamaba al conjunto de estos pueblos Iuntiu, y los griegos usaban de forma peyorativa el término trogloditas.
La zona de las montañas del Mar Rojo tenía unas diferencias climáticas notables entre estaciones, lo que empujaba a sus habitantes a la migración estacional: en época de sequía, se trasladaban al Nilo con sus rebaños, volviendo a las montañas durante las lluvias. Esto facilitó la existencia de rutas comerciales bien establecidas entre el Antiguo Egipto y Punt desde periodos antiguos. La primera referencia inequívoca a la gente de esta región es un pequeño número de tumbas en Nubia, así como un grupo de estelas en Helwan contemporáneas a la segunda dinastía.

### Características físicas
Según estudios realizados en algunas tumbas, su anatomía muestra rasgos africanos arcaicos, tales como mandíbulas grandes. Eran más altos que los egipcios y tenían una musculatura más fuerte; esto los hizo aptos para la profesión de guerrero.

## Historia

### Imperio Antiguo
A principios del Imperio Antiguo poco se sabe de la gente de esta zona, sólo hay referencias dispersas a las campañas realizadas en su contra para asegurar las rutas de Uadi Hammamat a las minas y canteras, así como las establecidas con las instalaciones portuarias del Mar Rojo, utilizadas para el comercio con Punt. La primera mención a los medjay en documentos escritos se remonta a la sexta dinastía, cuando son enumerados entre otros pueblos nubios por Uni el Anciano, que era en ese entonces chaty de Pepi I. Durante este tiempo, el término "medjay" se refería a la gente de la tierra de Medja, un distrito que se encuentra justo al este de la segunda catarata, en Nubia. Un decreto del reinado de Pepi I, que enumera los diferentes títulos de gobierno e incluye el "Supervisor de Medja" (de los que se conocen dos, Irtjet y Satju), pone de manifiesto que Medja era, por lo menos hasta cierto punto, tributario del gobierno egipcio.
Por inscripciones de las tumbas de los nomarcas en Asuan y por informes de los conductores de caravanas de Elefantina se sabe que los medjays, bajo supervisión egipcia, se encargaron del control de la región, e incluso lucharon contra los hicsos durante el reinado de Kamosis (segundo periodo intermedio), siendo una pieza fundamental para convertir Egipto en una potencia mundial.

### Imperio Medio
Durante el Imperio Medio, la definición de "medjay" comenzó a referirse más a una tribu que a una tierra, (aunque las referencias a Medja como tierra todavía existen). Durante la dinastía XII aparecen representados en las capillas funerarias como pastores de ganado demacrados. Registros escritos, como despachos de la fortaleza de Semna, se refieren a los medjay como nómadas del desierto, y algunas actas de la dinastía XIII muestran diferentes delegaciones medjays siendo recibidas en la corte.
Como pueblo seminómada, trabajaron en todos los sectores de la sociedad egipcia, incluyendo asistentes de palacio, empleados, comerciantes, auxiliares de los templos, etc. Los medjay trabajaron en fortificaciones egipcias en Nubia, patrullaron los desiertos y actuaron como guías del ejército, siendo soldados del mismo (según la estela de Res y Ptahuer).
Desempeñaron un importante papel en las campañas egipcias contra Nubia y Kush, que llevaron a la construcción de fortificaciones en Nubia y Egipto, cerca de la frontera. Los medjays formaron una parte sustancial de las tropas de esas guarniciones, y fueron utilizados para patrullar el desierto e impedir la infiltración de otros pueblos. Otra prueba sobre ellos la proporciona la fortaleza Serra Ost, cuyo nombre era Jesef-Medjay, defensor del medjay.
Participaron en los disturbios del Segundo periodo intermedio mientras se desarrollaba la cultura de las tumbas sartén.

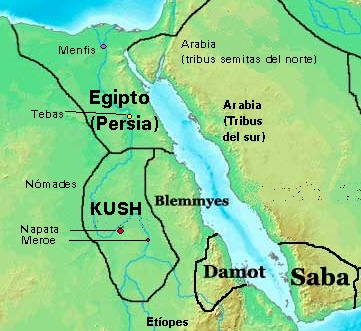
Mapa de Egipto y Kush en el siglo V a. C.

### Imperio Nuevo
Cuando a principios del Imperio Nuevo Egipto se extendió hasta la cuarta catarata del Nilo, los medjays rara vez se mencionan como una fuerza de combate, sino que el término se utiliza cada vez más como sinónimo de policía. Durante la dinastía XVIII, eran una fuerza policial paramilitar de élite, utilizada para proteger las zonas de valor, especialmente en las áreas de interés faraónico como ciudades, cementerios reales y las fronteras de Egipto. El término ya no se refería solo a un grupo étnico, y con el tiempo el nuevo significado convirtió en sinónimo de la ocupación policial en general. Aunque son más notables por su protección de los palacios reales y las tumbas de Tebas y sus alrededores, se sabe que actuaron a lo largo del Alto y también ahora en el Bajo Egipto. Cada unidad regional tenía sus propios capitanes.
Aunque al principio el grupo sólo constaba de los que se consideraban étnicamente medjays y descendían del antiguo grupo tribal, esto cambió con el tiempo, a medida que más y más egipcios se unieron a la profesión. Según los registros escritos, se puede observar que varios jefes y capitanes medjays tenían nombres egipcios y eran descritos como tales. El por qué de este cambio no se sabe exactamente, pero cabe suponer que porque al ser vistos como guerreros de élite, los egipcios desearían tener un estatus similar.

### Periodo tardío
Después de la vigésima dinastía, el término medjay ya no se encuentra en los registros escritos egipcios. Los egiptólogos no saben si la profesión había sido abolida o el nombre había sido cambiado. Sin embargo, se especula que un grupo llamado Meded que luchó contra los kushitas durante los siglos quinto y cuarto antes de Cristo podría haber estado relacionado con los medjays. En cualquier caso, no hay duda de que jugaron un papel importante en el Antiguo Egipto, primero como mercenarios extranjeros empleados por el ejército egipcio y más tarde como una fuerza policial paramilitar que vigilaba palacios y tumbas reales. 
Desde el Imperio Nuevo, desde el siglo X a. C., hay pocos restos arqueológicos en Nubia y Sudán. Hay cementerios en la segunda catarata del Nilo cuyas tumbas tienen similitudes con la primera cultura de tumbas de sartén. Algunas piezas de cerámica nubia son similares a los antiguos túmulos kushitas de El Kurru.
Durante el período grecorromano, la zona de expansión y el papel de los medjays fue ocupado por los blemios, que los árabes llaman bejas. Los grupos de los beja/blemios, formando alianzas de gran alcance, se hicieron cargo del control de las minas y del comercio de gemas en la región, ganando cada vez más poder. Entre los siglos III y V d. C. invadieron el Alto Egipto y Nubia y llegaron por el oeste hasta el oasis de Jariyá y por el norte a la península del Sinaí.

## En la cultura popular

### Videojuegos
En el videojuego Assassin's Creed: Origins, de 2017, los Medjay son representados como una fuerza policial y protectora de los faraones.
El protagonista, Bayek de Siwa, es uno de ellos, hasta que descubre que el faraón Ptolomeo XIII es el títere de una oscura organización llamada La Orden de los Antiguos, que, además de querer guiar el mundo y controlarlo mediante la tiranía, es la responsable directa de la muerte de su hijo. Bayek y su esposa Aya emprenden un viaje para acabar con todos los miembros de la orden en Egipto, llegando a descubrir que Julio César y Cleopatra son miembros de alto rango. Al final del juego, se explica cómo los Medjay son los predecesores de la Hermandad de los Asesinos.

### Películas
En la película La momia y en su secuela, El regreso de la momia, los medjay fueron la guardia personal del faraón, y su deber sagrado en la actualidad es impedir el regreso de Imhotep y del Rey Escorpión.